# Paul-Gustave Froment
Pour les articles homonymes, voir Froment.
Paul-Gustave Froment, né à Paris le 3 mars 1815 et mort à Paris le 10 février 1865, est un inventeur et ingénieur mécanicien français.

## Biographie
Ancien élève du Collège Sainte-Barbe, il démontre dès l'enfance un talent pour la technologie. Son père décide alors de le laisser préparer le concours de l’École polytechnique au lycée Louis-le-Grand. Il est admis dans cette école en 1835. Diplômé en 1837, il déménage en Grande-Bretagne pour poursuivre ses études à Manchester en génie mécanique. 
Il est l'un des premiers photographes à travailler avec le procédé photographique du positif direct d'Hippolyte Bayard et travaille sur des expériences pour fixer chimiquement les images photographiques. Il publie ses résultats à la Manchester Literary and Philosophical Society en janvier 1839.
À son retour en France, son intention est de construire des machines à vapeur mais il en est empêché par manque de fonds.
En 1843, il travaille sur le télégraphe en le perfectionnant avec des signaux écrits avec un clavier. Il ouvre un atelier en 1844, au 24 Rue du Bouloi à Paris.
Il améliore le métier à tisser électrique de Gaetano Bonelli et aide David Edward Hughes à améliorer sa première machine à écrire pour télégraphe. Il travaille sur les moteurs électriques, et avec Léon Foucault sur le gyroscope. 
Il fabrique pour Léon Foucault la sphère du pendule, qu'il va utiliser dans sa célèbre démonstration en 1851.
En 1851, à la grande exposition internationale de Londres, il présente au moins une gravure microscopique.
En 1854, il construit une version simplifiée et améliorée de l'horloge électromécanique de Charles Shepherd (1830-1905), inventée en 1849,. 
Il collabore notamment avec Arago, Claude Pouillet, Fizeau, Desains, Lissajous.
Il est surtout connu pour avoir conçu les premiers moteurs électriques à usage industriel, pour lesquels il reçoit en 1857 une mention au prix Volta (non attribué cette année-là). 
Dans sa conception, des électroaimants étaient alimentés pour attirer des tiges de fer fixées à un volant d'inertie en rotation. Au moment où une tige de fer atteignait l'électroaimant, l'alimentation du solénoïde était interrompue jusqu'à ce que la prochaine tige de fer s'approche de l'électroaimant.
Il a pour assistant, dans son atelier, le jeune Eugène Ducretet.

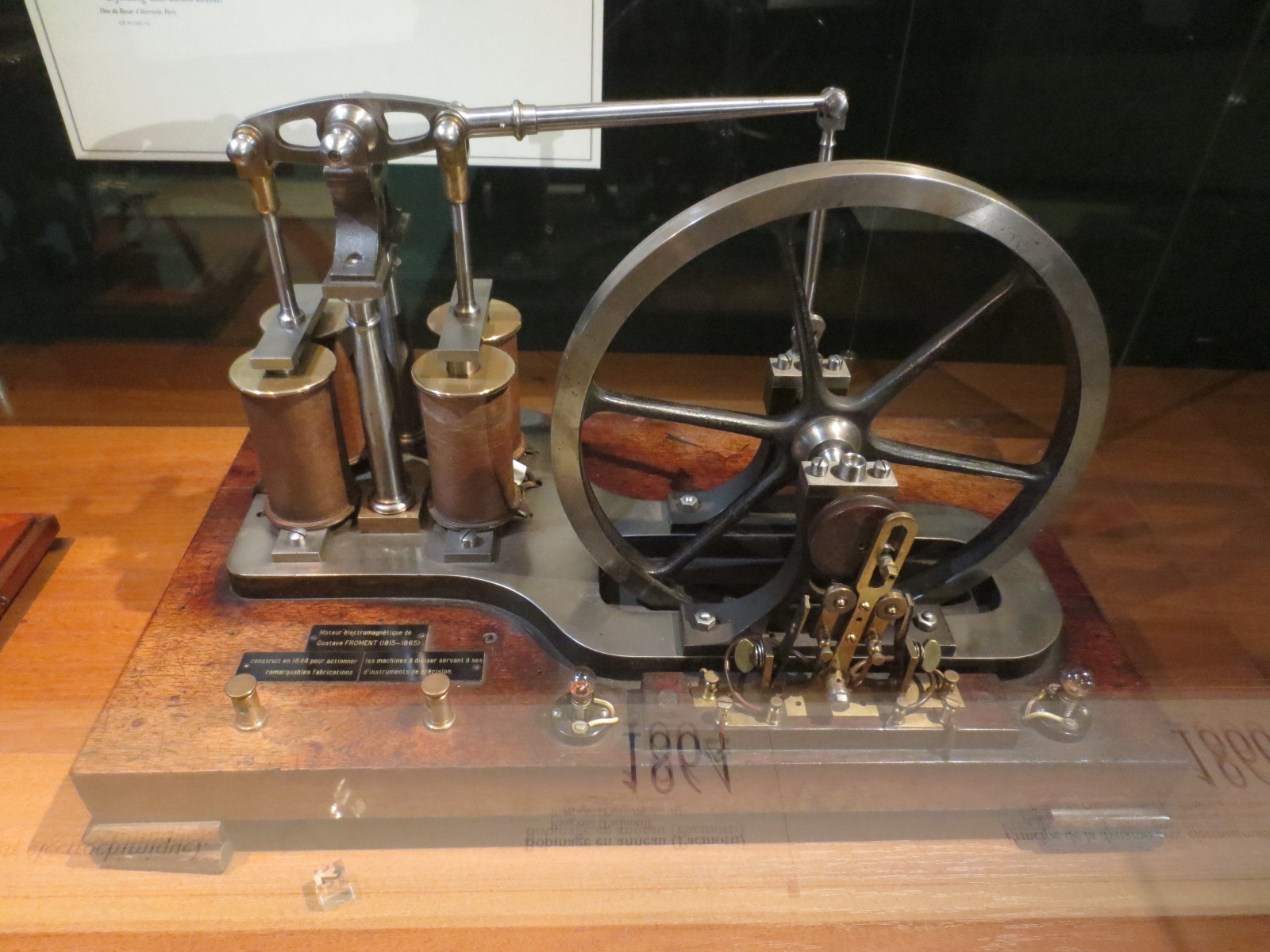
Électromoteur (1844) musée Electropolis, Mulhouse.
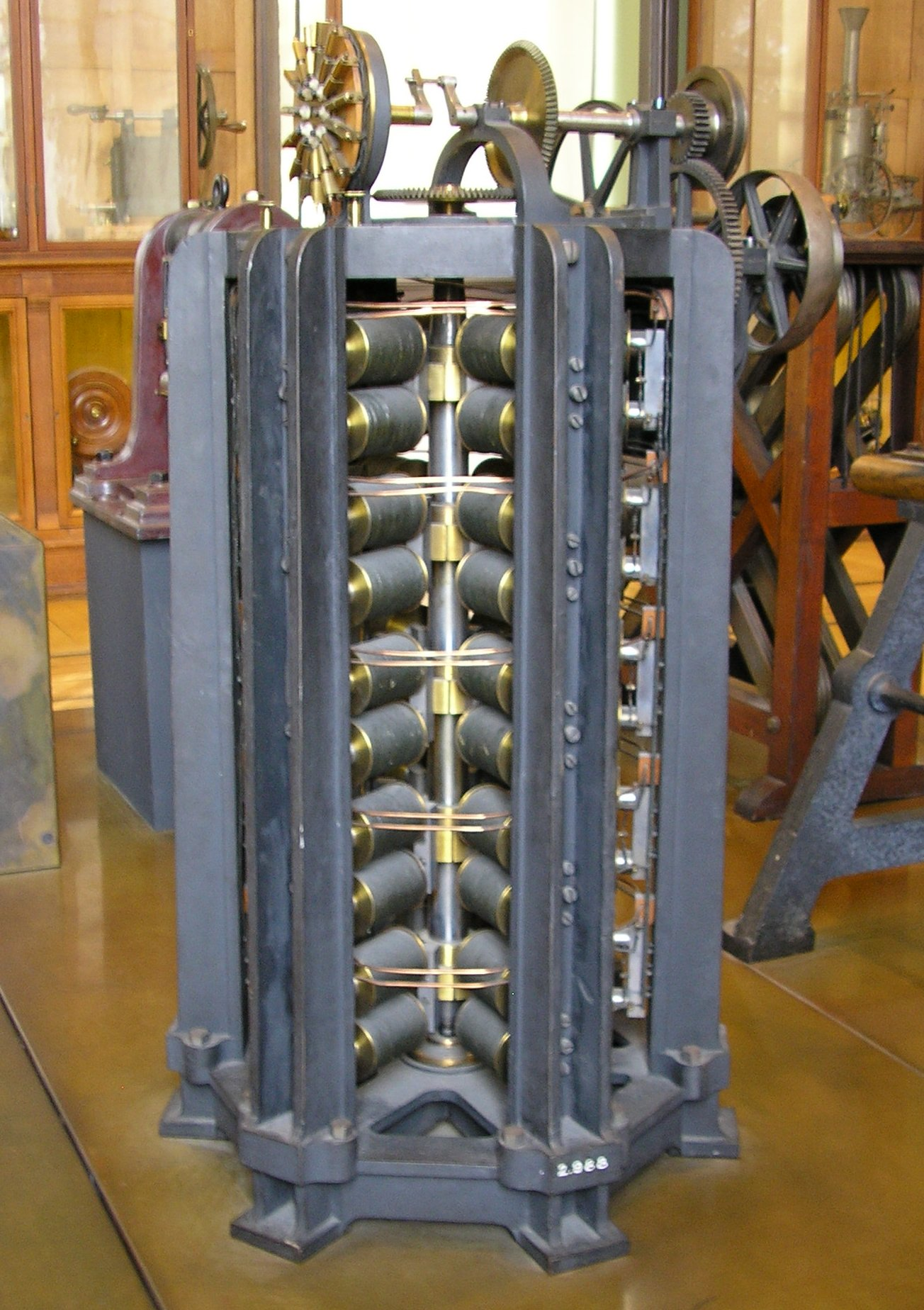
Électromoteur (1844).
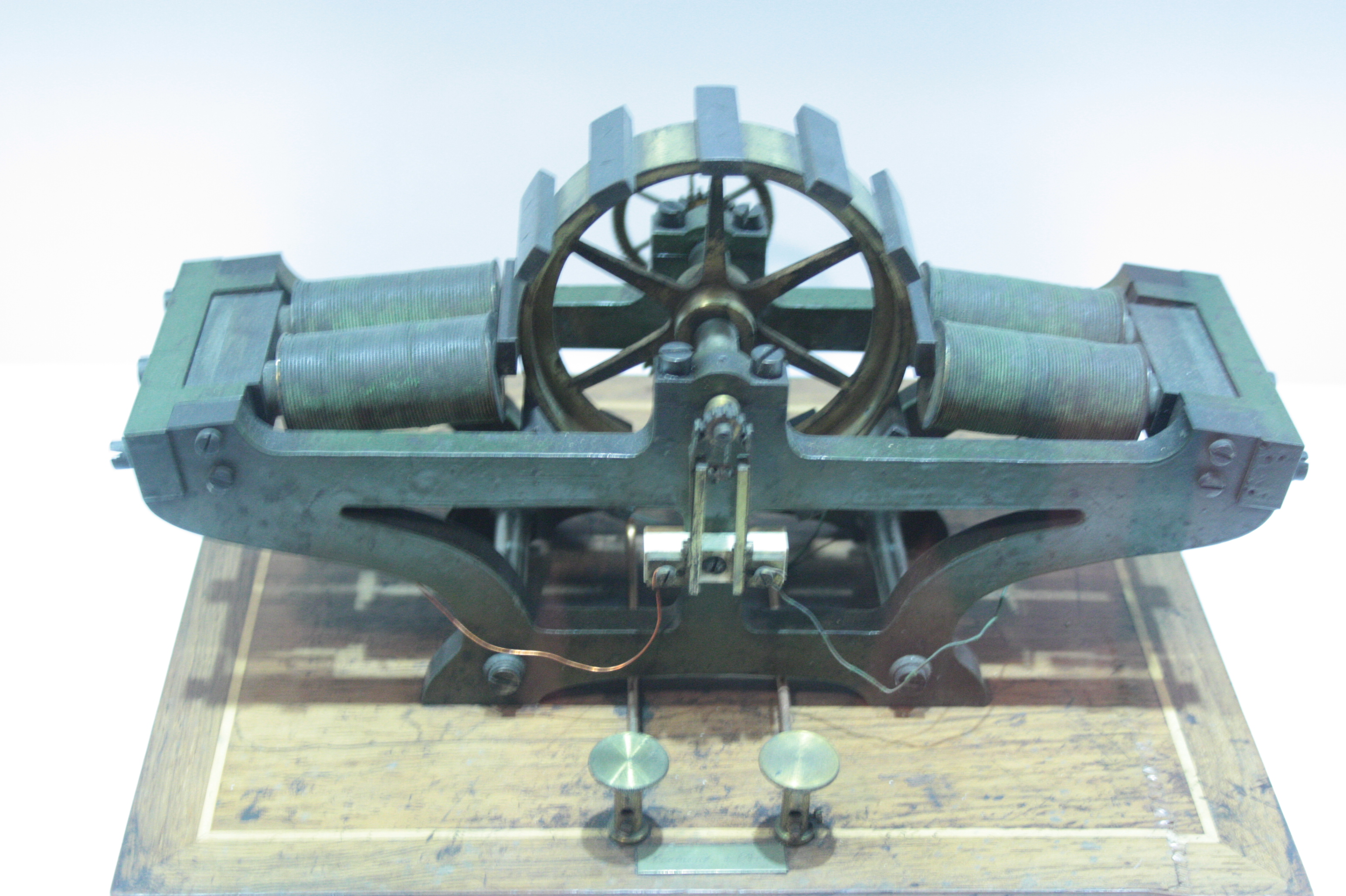
Mouse mill motor (en) convertisseur électrique-mécanique (1849), Hunterian Museum, Glasgow.
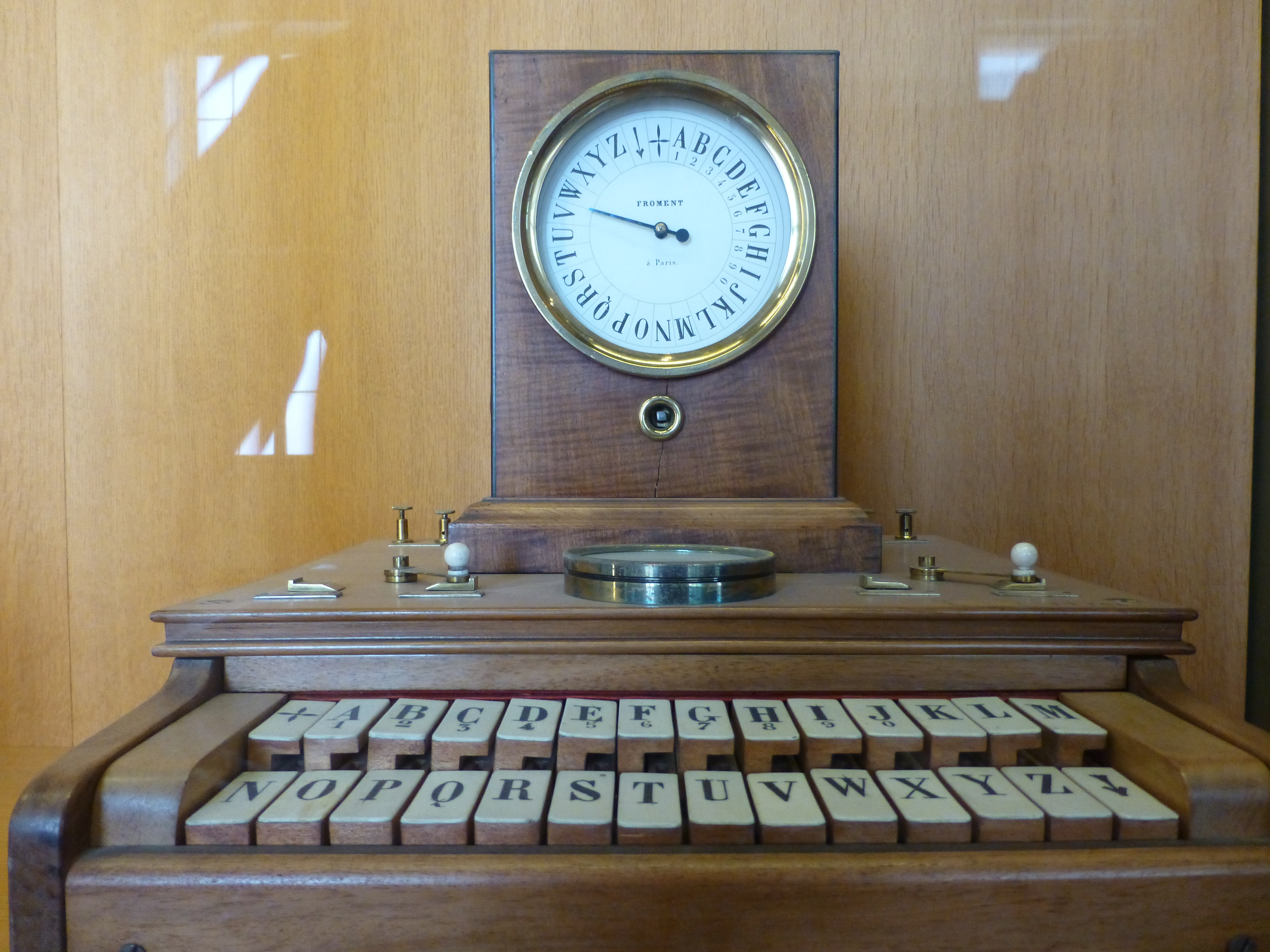
Télégraphe électrique à cadran (1850), musée des Arts et Métiers, Paris.

Il est inhumé au cimetière du Père-Lachaise (1re division).

## Distinctions
- Chevalier de la Légion d'honneur
- Officier de la Légion d'honneur[2],[6].

## Hommages
- Une rue dans le 11e arrondissement de Paris, porte son nom depuis 1888.

## Biographie
- Aimé Laussedat, Notice biographique sur Gustave Froment, J. Hetzel éditeur, 1865, 27 p., in 8 (lire en ligne).

- Paul-Gustave Froment, Bulletin de la SABIX (Société des amis de la bibliothèque et de l'histoire de l’École polytechnique),  Livre du Centenaire de l'Ecole polytechnique, 1897.

## Autres sources
- Jules Moiroux, Le cimetière du Père Lachaise, Paris, S. Mercadier, 1908 (lire en ligne), p. 164